# Kamil Hornoch
Kamil Hornoch (Lelekovice, 5 dicembre 1972) è un astronomo ceco.
Kamil Hornoch è un astrofilo ceco, residente a Lelekovice, una cittadina situata nelle vicinanze di Brno, diventato molto conosciuto anche a livello mondiale per le sue numerosissime scoperte o coscoperte effettuate a partire dal 1993. Si dedica principalmente ad osservare le comete e le stelle variabili ma si occupa anche di osservazioni di asteroidi, meteore e di asteroidi binari . È membro dell'Unione Astronomica Internazionale .

## Scoperte nel sistema solare e nella Via Lattea
Ha coscoperto con Peter Kušnirák un asteroide, 167208 Lelekovice.
Stelle variabili scoperte:
- ES UMa (il 16 aprile 1993 assieme a Jan Kyselý) [5] [6]
- VSX J142733.3+003415, assieme a Tomas Hynek[7]
- VSX J175037.1+102351[8]
- VSX J012613.0+180040[9]
- VSX J072353.3+265120[10]
- VSX J102327.1+295622[11]
- VSX J094937.7+452045[12]
- VSX J132938.6+471336[13]

## Scoperte extragalattiche
Ha scoperto, da solo o con altri coscopritori, trecentonovanta nove extragalattiche in M31, M81 e M83.
| Anno di scoperta | M31 (da solo) | M31 (con coscopritore/i) | M81 (da solo) | M81 (con coscopritore/i) | M83 (da solo) | M83 (con coscopritore/i) | Fonti  |
| ---------------- | ------------- | ------------------------ | ------------- | ------------------------ | ------------- | ------------------------ | ------ |
| 2000             | 0             | 2                        | 1             | 0                        | 0             | 0                        | [ 14 ] |
| 2001             | 0             | 0                        | 0             | 8                        | 0             | 0                        | [ 15 ] |
| 2002             | 1             | 0                        | 5             | 0                        | 0             | 0                        | [ 16 ] |
| 2003             | 3             | 3                        | 6             | 0                        | 0             | 0                        | [ 17 ] |
| 2004             | 10            | 10                       | 4             | 0                        | 0             | 0                        | [ 18 ] |
| 2005             | 2             | 6                        | 4             | 0                        | 0             | 0                        | [ 19 ] |
| 2006             | 2             | 8                        | 7             | 8                        | 0             | 0                        | [ 20 ] |
| 2007             | 6             | 6                        | 0             | 3                        | 0             | 0                        | [ 21 ] |
| 2008             | 3             | 4                        | 7             | 2                        | 0             | 0                        | [ 22 ] |
| 2009             | 2             | 3                        | 7             | 3                        | 0             | 0                        | [ 23 ] |
| 2010             | 1             | 8                        | 0             | 8                        | 0             | 0                        | [ 24 ] |
| 2011             | 3             | 9                        | 1             | 3                        | 0             | 0                        | [ 25 ] |
| 2012             | 4             | 11                       | 1             | 9                        | 0             | 0                        | [ 26 ] |
| 2013             | 2             | 10                       | 1             | 15                       | 1             | 1                        | [ 27 ] |
| 2014             | 1             | 5                        | 4             | 18                       | 0             | 0                        | [ 28 ] |
| 2015             | 0             | 14                       | 0             | 10                       | 0             | 0                        | [ 29 ] |
| 2016             | 0             | 17                       | 0             | 9                        | 0             | 0                        | [ 30 ] |
| 2017             | 0             | 17                       | 0             | 8                        | 0             | 0                        | [ 31 ] |
| 2018             | 0             | 10                       | 0             | 6                        | 0             | 2                        | [ 32 ] |
| 2019             | 0             | 16                       | 0             | 4                        | 0             | 2                        | [ 33 ] |
| 2020             | 0             | 8                        | 0             | 5                        | 0             | 0                        | [ 34 ] |
| 2021             | 0             | 3                        | 0             | 3                        | 0             | 0                        | [ 35 ] |
| 2022             | 0             | 7                        | 0             | 4                        | 0             | 0                        | [ 36 ] |
| 2023             | 0             | 0                        | 0             | 1                        | 0             | 0                        | [ 37 ] |

Ha inoltre scoperto anche:
- Nel 2008 ha scoperto una nova in NGC 2403 e una in UGC 5336[22]. Nello stesso anno ha scoperto in immagini d'archivio una supernova in una galassia anonima [38] e due nove esplose nel 2002 e nel 2005 in NGC 2403 [39].
- Nel 2010 una nova in M32[40] e una in NGC 2403, quest'ultima assieme ad altri[24].
- Nel 2013 una stella variabile in M83 [41].
- Nel 2014 due nove in M33 di cui una assieme ad altri[42][43].

## Riconoscimenti
Nel 1996 ha ricevuto il Zdenek Kviz Award.
Nel 2001 gli è stato dedicato un asteroide, 14124 Kamil.
Nel 2003 gli è stato assegnato il premio Jindřicha Šilhána Proměnář roku.
Nel 2006 gli è stato assegnato il Premio per il miglior risultato amatoriale dalla Società Astronomica del Pacifico.